# Zgierzynka
Zgierzynka – wieś w Polsce położona w województwie wielkopolskim, w powiecie nowotomyskim, w gminie Lwówek.

## Historia
Najstarszą nazwą była prawdopodobnie Zgierzyna albo Zgierzyca. W 1424 rozdzielono grunty wsi i Posadowa. Od 1555 używano nazwy Zgierzynka. W 1580 dzierżawcą był Jerzy Zadorski, kanonik poznański. Wieś Zgierzinka położona była w 1580 roku w powiecie poznańskim województwa poznańskiego.
W okresie Wielkiego Księstwa Poznańskiego (1815-1848) miejscowość wzmiankowana jako Zgierzynka należała do wsi mniejszych w ówczesnym powiecie bukowskim, który dzielił się na cztery okręgi (bukowski, grodziski, lutomyślski oraz lwowkowski). Zgierzynka należała do okręgu lwowkowskiego i stanowiła majątek należący do probostwa w Brodach. Według spisu urzędowego z 1837 roku Zgierzynka wraz z osadą Podlesisko liczyła 140 mieszkańców, którzy zamieszkiwali 14 dymów (domostw).
Pod koniec XIX wieku w miejscowości była szkoła katolicka. Wieś należała do parafii katolickiej w Brodach i ewangelickiej w Lwówku. Wieś gospodarska liczyła wtedy 28 domów i 272 mieszkańców, a dworska 7 domów i 98 mieszkańców.
W latach 1975–1998 miejscowość administracyjnie należała do województwa poznańskiego. W 2011 liczyła według spisu powszechnego 336 mieszkańców.

## Przyroda
W okolicy Zgierzynki znajdują się cztery rezerwaty przyrody:
- Rezerwat przyrody Las Grądowy nad Mogilnicą
- Rezerwat przyrody Jakubowo
- Rezerwat przyrody Wielki Las
- Rezerwat przyrody im. Bolesława Papi na Jeziorze Zgierzynieckim